# Oskars distrikt
För distriktet i Stockholm, se Stockholms Oscars distrikt.
Oskars distrikt är ett distrikt i Nybro kommun och Kalmar län. 
Distriktet ligger sydväst om Nybro. 

## Tidigare administrativ tillhörighet
Distriktet inrättades 2016 och utgörs av en del av området som Nybro stad omfattade till 1971, delen som före 1969 utgjorde Oskars socken.
Området motsvarar den omfattning Oskars församling hade 1999/2000.